# Kościół św. Barbary w Victorii (Malta)
Kościół Świętej Barbary (malt. Il-knisja ta’ Sant Barbara, ang. St. Barbara Church) – rzymskokatolicki kościół w Cittadelli w Victorii, na wyspie Gozo, Malta.

Kościół znajduje się w wąskiej uliczce pomiędzy murami a katedrą Wniebowzięcia NMP.

## Historia
Kościół, który istnieje dziś, nie jest pierwszym zbudowanym na tym miejscu. Podczas wizyty apostolskiego wizytatora Pietro Dusiny w 1575, istniała tutaj inna kaplica pod wezwaniem św. Jana Chrzciciela. Ponieważ kaplica była zaniedbana, nie przynosiła dochodu i nie miała rektora, a wierni pojawiali się rzadko, Dusina zdesakralizował ją, polecił ją zamknąć. Lecz w 1592 kaplica była wciąż używana. W 1598 miejsce to zostało przekazane Bractwu św. Barbary.
Nowy kościół został wybudowany w 1603, za rządów wielkiego mistrza zakonu św. Jana Alofa de Wignacourt. Projektantem i zarządcą budowy kościoła był Vittorio Cassar, syn architekta Girolamo Cassara. Kościołowi nadano wezwanie patronki Bractwa – św. Barbary. Jednocześnie członkowie bractwa przyrzekli kontynuować obchodzenie święta patrona poprzedniej kaplicy – św. Jana Chrzciciela.

W 1609 w kościele pochowany został jej projektant – Vittorio Cassar. Dziś płyta nagrobna z miejsca jego spoczynku na środku kaplicy, umieszczona jest na lewej ścianie.

W 1734 w związku z przebudową zakrystii katedry Wniebowzięcia, kościół, zarządzany już wówczas przez kapitułę katedralną, został przyłączony do sąsiadującego z nim najstarszego znanego szpitala (oryginalnie kobiecego) na Gozo, założonego jeszcze w 1454. Służył on jako miejsce pochówku biednych kobiet i dzieci, zmarłych w tym szpitalu. Później, zanim zbudowano kaplicę w więzieniu, odprawiana była w nim niedzielna msza św. dla więźniów.

W 1889 policja zakazała chowania zmarłych w kościele. W 1934 kapituła zdecydowała, że w kościele będą chowani jedynie księża. Został tam pochowany m.in. ks. Ġużepp Farrugia, zwany „ta’ Goioso”, tłumacz dzieła Giovanniego Agiusa de Soldanis Il Gozo antico e moderno, sacro e profano, oraz ks. Pawl Micallef, założyciel Oratorium św. Jana Bosko w Victorii.

## Architektura

### Wygląd zewnętrzny

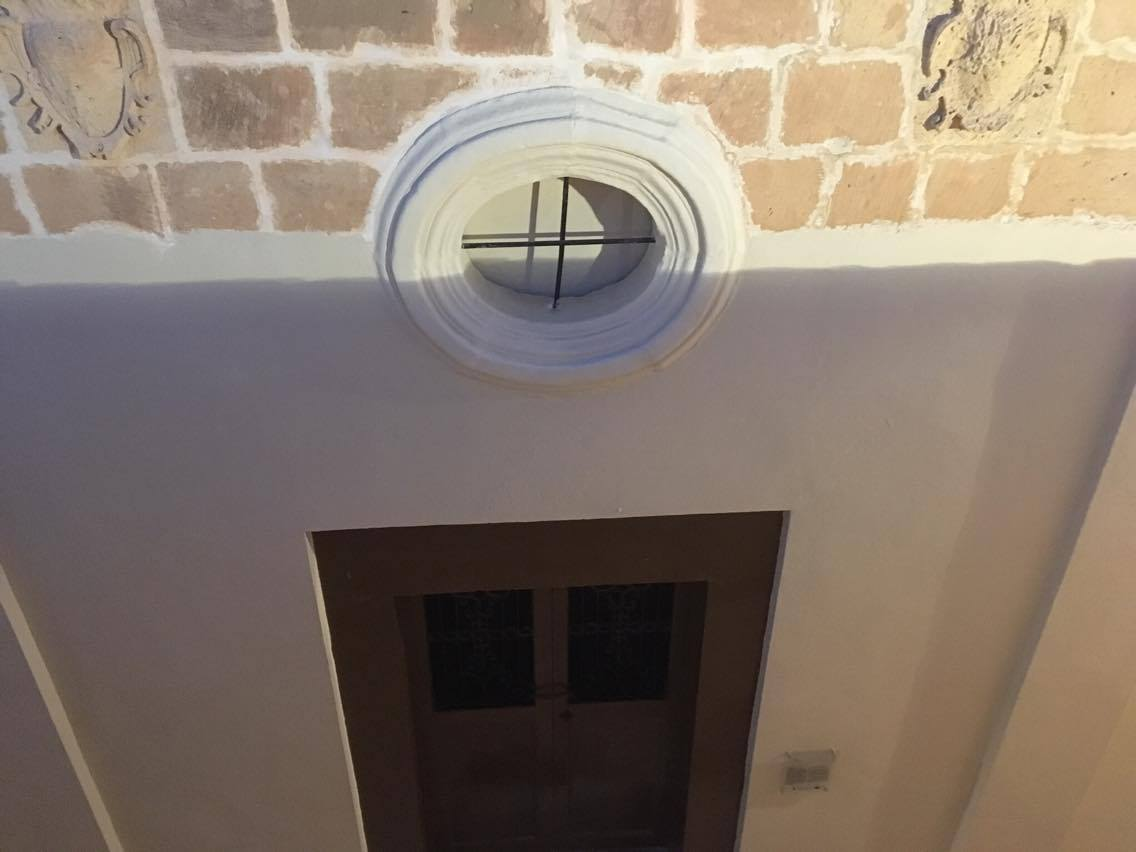
Fasada kościoła

Fasada kościoła jest bardzo prosta, nie wyróżnia się specjalnie z sąsiednich posesji. Dominują na niej dwuskrzydłowe prostokątne drewniane drzwi, z przeszklonymi i zabezpieczonymi kratą górnymi połowami. Wiodą do nich dwa niewielkie stopnie. Ponad drzwiami okrągłe okno z kamienną ramą, zabezpieczone dwoma metalowymi prętami tworzącymi krzyż. Po obu stronach okna, zniszczone przez francuskich żołnierzy w 1798, kamienne herby wielkiego mistrza Wignacourta oraz biskupa Malty Tomása Gargallo.

### Wnętrze

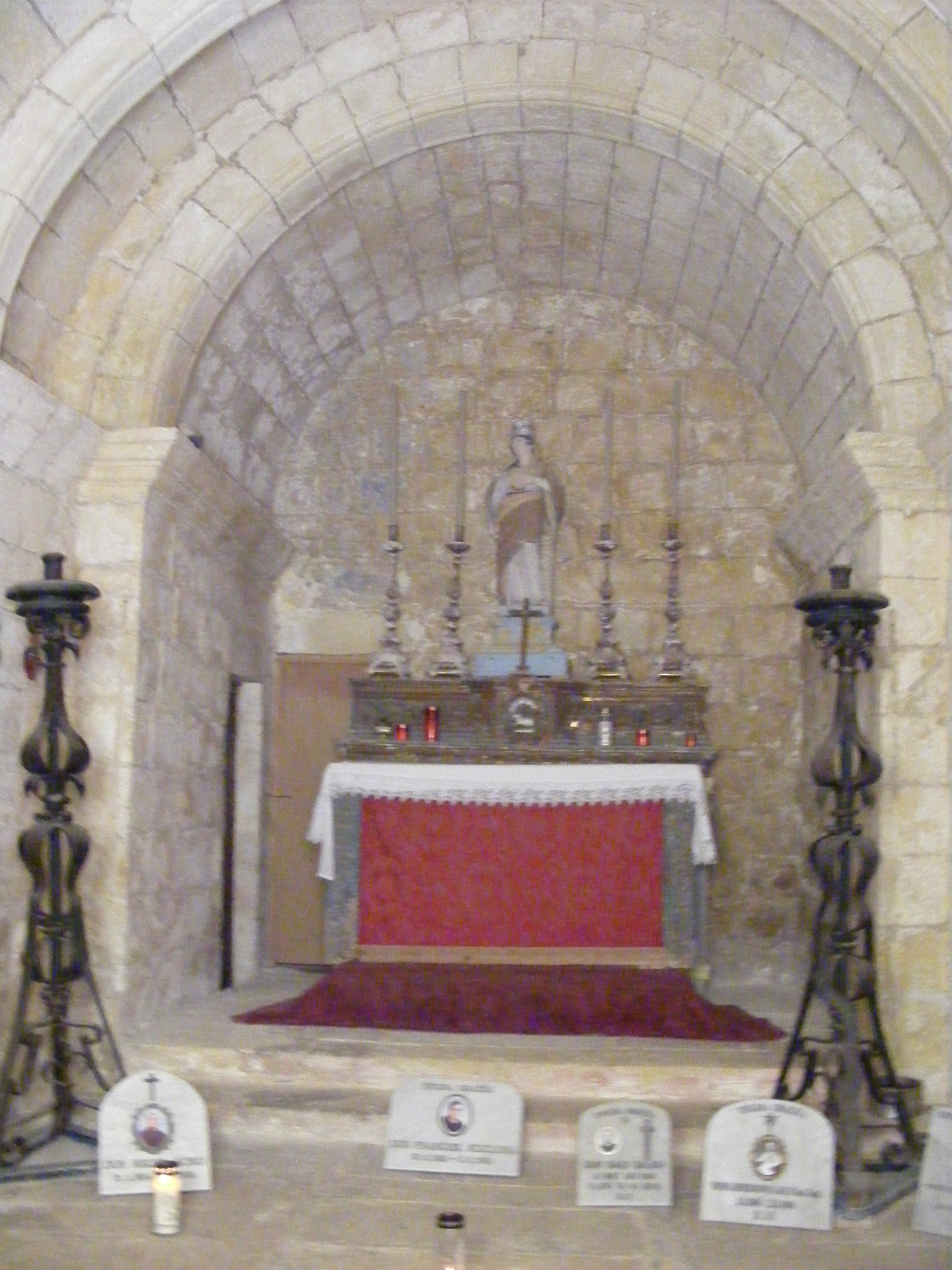
Wnętrze kościoła (2017)

Wnętrze kościoła, o wymiarach około 8m x 3,5m, jest również pozbawione ozdób. Sklepienie kolebkowe podzielone pięcioma łukami, wspartymi na szerokim gzymsie. Ołtarz drewniany umieszczony jest w niewielkiej apsydzie, do której prowadzą dwa stopnie. Jeszcze w październiku 2017 na ołtarzu stała kamienna figura patronki kaplicy; dwa lata później miejsce figury przeniesionej do muzeum katedralnego zajmował krucyfiks. Statua św. Barbary znajdowała się na ołtarzu od co najmniej 1869, kiedy to w raporcie z wizytacji wspomina o niej biskup Gozo Antonius Grech Delicata Testaferrata. W prawej ścianie znajduje się wejście do niewielkiej zakrystii.
Niegdyś znajdujący się nad ołtarzem obraz tytularny przypisywany Stefano Erardiemu, a przedstawiający św. Barbarę z jej atrybutami wieżą, armatą oraz gałązką palmową, dziś wystawiany jest w muzeum katedralnym Gozo.

## Kościół dzisiaj
Kościół jest obecnie w dobrym stanie. Jest niestety niedostępny, można jedynie oglądać wnętrze przez przeszklone górne połowy drzwi.

## Święto patronalne
Święto patronalne kościoła przypada 4 grudnia.

## Ochrona dziedzictwa kulturowego
Od 27 sierpnia 2012 świątynia umieszczona jest na liście National Inventory of the Cultural Property of the Maltese Islands pod nr. 00888.